# 운북로
운북로(Unbuk-ro)는 경상북도 청도군 운문면 지존삼거리에서  영천시 북안면 반정교차로 을 거쳐 연결하는 도로이다.

## 주요 경유지
경상북도
- 청도군 (운문면) - 영천시 (북안면)

## 노선
| 이름            | 접속 노선                      | 소재지 | 소재지 | 비고                            |
| --------------- | ------------------------------ | ------ | ------ | ------------------------------- |
| 지존삼거리      | 국도 제20호선 (청려로)         | 청도군 | 운문면 |                                 |
| 화곡교          |                                | 청도군 | 운문면 |                                 |
| 마일2교         |                                | 청도군 | 운문면 |                                 |
| 상동교          |                                | 영천시 | 북안면 |                                 |
| 당리삼거리      | 지방도 제909호선 (금창로)      | 영천시 | 북안면 | 지방도 제909호선, 제921호선구간 |
| (이름없음)      | 신효로                         | 영천시 | 북안면 | 지방도 제909호선, 제921호선구간 |
| 고지교          |                                | 영천시 | 북안면 |                                 |
| 고지삼거리      | 내서로                         | 영천시 | 북안면 |                                 |
| 임포교          |                                | 영천시 | 북안면 |                                 |
| 유천소교        |                                | 영천시 | 북안면 |                                 |
| 반정 교차로     | 국도 제4호선 (대경로) 돌할매로 | 영천시 | 북안면 |                                 |
| 돌할매로와 직결 |                                |        |        |                                 |

## 주요 건물 및 시설
- 농협 북안농협 하나로마트 명주점  (운북로 1413-1/명주리 295-3)
- 명주보건지소 (운북로 1445/명주리 307-3)
- S-OIL 고지주유소 (운북로 1947/고지리 596-2)
- 북안초등학교 (운북로 1984/고지리 580-2)
- 북안면 행정복지센터 (운북로 1995/고지리 549-1)
- 농협 북안농협 하나로마트 (운북로 2019/임포리 318)
- 농협 북안농협 (운북로 2019/임포리 318)
- 북안파출소 (운북로 2023/임포리 321-3)
- 영안중학교 (운북로 2025/임포리 311)
- 임포공용터미널 (운북로 2032/임포리 328-1)
- 북안면 보건지소 (운북로 2051/임포리 390-3)